# Markéta Pomořanská (1366–1410)
Markéta Pomořanská (1366? – 30. dubna 1407 nebo 12. června 1410, Bruck an der Mur) byla vévodkyně rakouská, štýrská, korutanská a kraňská z rodu Griffitovců, nevlastní sestra české královny Alžběty Pomořanské.

## Život
Byla nejmladším potomkem vévody Bohuslava V. ze Zadních Pomořan a Stolpu a jeho druhé manželky Adelheid, dcery Arnošta z Grubenhagenu z rodu Welfů. Měla pět starších sourozenců, Kazimíra, Wartislawa, Bohuslava a Barnina a Alžbětu. Dne 14. ledna 1392 byla Markéta provdána za Arnošta Habsburského. Důvodem sňatku bylo upevnění spojenectví a přátelství mezi Markétiným synovcem Zikmundem Lucemburským a rakouským vévodou Albrechtem III., který byl Arnoštovým poručníkem.
Manželství zůstalo bezdětné. Markéta zemřela roku 1410 a byla pohřbena v cisterciáckém klášteře Rein ve Štýrské marce. Zikmund Lucemburský použil příbuzenský vztah s Markétou jako záminku a nárokoval si její věno.